# Rouage
Rouage (estilizado em maiúsculas como ROUAGE) foi uma banda japonesa de rock visual kei formada em Nagoia em 1993, ativa até 2001. Foi uma banda importante para a cena visual kei dos anos 1990, sendo creditada como uma das criadoras do subgênero Nagoya kei. Junto com Laputa, foram chamados de "os dois gigantes de Nagoya" que ajudaram a popularizar o subgênero. Soup foi considerado um dos melhores álbuns de 1989 a 1998 em uma edição da revista Band Yarouze.

## Carreira

### 1993–1994: Formação e eraindie
Rouage, cujo nome significa engrenagem em francês, foi formado em dezembro de 1993 em Nagoia pelo vocalista Kazushi, guitarristas Rika e Rayzi e baterista Shono. No ano seguinte, o baixista Kaiki deixou a banda Silver~Rose e se juntou ao Rouage, ao mesmo tempo que ele fundou a gravadora independente Noir. Eles lançaram sua primeira fita demo em março, contendo a canção Mist of Tears. Em maio lançaram seu primeiro single, "Silk" e no mês seguinte, participaram do álbum de compilação com várias bandas Neo Rocks. Lançaram seu álbum de estreia auto intitulado em 20 de julho, reimpresso mais duas vezes. Também neste mês, no dia 3, lançaram uma fita VHS contendo videoclipes de algumas músicas do álbum chamada Shi・Ku・Ma・Re・Ta・To・Ki -IMAGE-. Logo depois iniciaram a turnê Shikuamaretatoki Style que os levou a 27 concertos pelo Japão. Após abrirem seu fã clube oficial no final do ano, iniciaram a turnê Ark, o mesmo nome do fã clube.

### 1995–2000: Estreiamajore sucesso
Pouco antes de estrear em uma grande gravadora, Kaiki deixou a banda e Rouage considerou a separação, chegando a fazer um show de despedida. Como isso não se concretizou, em abril fizeram sua estreia major com o single "Queen" lançado pela Universal Music Japan. Em junho, lançaram o álbum Bible, o mais vendido de sua carreira.
Em 1996, seu segundo single major, "insomnia" foi usado como música tema do programa de televisão da ANB, "mew". A banda Lin fez um cover dela para o álbum CRUSH!3-90's V-Rock best hit cover LOVE songs que apresenta bandas visual kei atuais fazendo covers de canções de amor de bandas visual kei importantes dos anos 90. Após o lançamento deste single em agosto, o baixista Yuki se juntou a banda.
Em março de 1997 lançaram o álbum Mind. Logo depois, Yuki desapareceu da banda e desde então Rouage incluiu apenas baixistas suporte. Depois de embarcar em uma grande turnê, lançaram o álbum Children no mesmo ano, em 3 dezembro. A canção "Endless Loop" foi usada como tema de abertura do anime Legend of Basara. A banda Diaura fez um cover da canção para o álbum Counteraction -V-Rock covered Visual Anime songs Compilation-, que apresenta bandas visual kei atuais fazendo covers de canções de músicas de anime, feitas por bandas visual kei mais antigas. No começo do ano seguinte embarcaram na turnê Children's Room, com quinze paradas pelo país. 
Em 16 de julho tocaram no festival Shock Wave Illusion junto bandas como o Dir en Grey e Pierrot. No final do ano, lançaram o álbum Soup. Em 2000, Rika deixou a banda.

### 2001: Fim da banda
Após Shono também sair do grupo em fevereiro de 2001, Rouage se desfez. Em 2006, os álbuns Bible, Children, Lab, Mind e Soup foram relançados. Cogitaram também relançar os álbuns ao vivo, mas Rika não aprovou.

## Estilo musical e visual
Rouage era considerada uma banda principalmente de post-punk e rock gótico, e vestiam roupas quase que exclusivamente pretas. Também encaixaram elementos do hardcore punk e pop rock. Além disso, CD Journal comentou que eles acresentaram sons digitais e experimentais em sua composição em Soup (1998). Sobre Children (1997), o site disse que os vocais foram inspirados em David Bowie unidos com um som "dramático e acelerado". O vocalista Kazushi era o responsável por todas as letras.

## Membros
- Kazushi – vocais (1993–2001)
- Rayzi – guitarra (1993–2001)
- Shono – bateria (1993–2001)

### Ex membros
- Kaiki – baixo (1994–1995)
- Yuki – baixo (1996–1997)
- Rika – guitarra (1993–2000)

## Discografia

### Álbuns
| Título   | Lançamento             | Posição na Oricon | Vendas |
| -------- | ---------------------- | ----------------- | ------ |
| Rouage   | 20 de julho de 1994    | -                 | -      |
| Bible    | 6 de junho de 1996     | 14                | 43,300 |
| Mind     | 5 de março de 1997     | 15                | 39,040 |
| Children | 3 de dezembro de 1997  | 25                | 25,030 |
| Soup     | 11 de novembro de 1998 | 16                | 27,380 |
| Culture  | 17 de março de 1999    | 29                | 17,850 |
| Lab      | 24 de maio de 2000     | 33                | 11,490 |